# Kawasaki (Miyagi)
Kawasaki (川崎町?) è una cittadina giapponese della prefettura di Miyagi.